# Список космических запусков СССР в 1963 году
Список космических запусков СССР в 1963 году
| Дата       | Ракета-носитель | Полезная нагрузка (тип) | Космодром/Стартовый комплекс | SCD/NSSDC ID      | Результат       |
| ---------- | --------------- | ----------------------- | ---------------------------- | ----------------- | --------------- |
| 4 января   | Молния          | Луна-4C (Луна Е-6)      | Байконур 1/5                 | 00522 / 1963-001A | Неудача         |
| 3 февраля  | Молния          | Луна-4D (Луна Е-6)      | Байконур 1/5                 |                   | Неудача         |
| 21 марта   | Восток-2        | Космос-13 (Зенит-2)     | Байконур 1/5                 | 00554 / 1963-006A | Успех           |
| 2 апреля   | Молния          | Луна-4 (Е-6)            | Байконур 1/5                 | 00566 / 1963-008A | Частичный успех |
| 6 апреля   | Космос 63С1     | ДС-П1                   | Капустин Яр «Маяк-2»         |                   | Неудача         |
| 13 апреля  | Космос 63С1     | Космос-14 (Омега-1)     | Капустин Яр «Маяк-2»         | 00567 / 1963-010A | Успех           |
| 22 апреля  | Восток-2        | Космос-15 (Зенит-2)     | Байконур 1/5                 | 00569 / 1963-011A | Успех           |
| 28 апреля  | Восток-2        | Космос-16 (Зенит-2)     | Байконур 1/5                 | 00571 / 1963-012A | Успех           |
| 22 мая     | Космос 63С1     | Космос-17 (ДС-А1)       | Капустин Яр «Маяк-2»         | 00580 / 1963-017A | Успех           |
| 24 мая     | Восток-2        | Космос-18 (Зенит-2)     | Байконур 1/5                 | 00586 / 1963-018A | Успех           |
| 1 июня     | Космос 63С1     | ДС-МТ                   | Капустин Яр «Маяк-2»         |                   | Неудача         |
| 14 июня    | Восток          | Восток-5 (Восток)       | Байконур 1/5                 | 00591 / 1963-020A | Успех           |
| 16 июня    | Восток          | Восток-6 (Восток)       | Байконур 1/5                 | 00595 / 1963-023A | Успех           |
| 10 июля    | Восток-2        | Зенит-2                 | Байконур 1/5                 |                   | Неудача         |
| 6 августа  | Космос 63С1     | Космос-19 (ДС-П1)       | Капустин Яр «Маяк-2»         | 00632 / 1963-033A | Успех           |
| 22 августа | Космос 63С1     | ДС-А1                   | Капустин Яр «Маяк-2»         |                   | Неудача         |
| 18 октября | Восток-2        | Космос-20 (Зенит-2)     | Байконур 1/5                 | 00673 / 1963-040A | Успех           |
| 24 октября | Космос 63С1     | ДС-А1                   | Капустин Яр «Маяк-2»         |                   | Неудача         |
| 1 ноября   | Полёт 11А59     | Полёт-1 (И-1В)          | Байконур 31/6                | 00683 / 1963-043A | Успех           |
| 11 ноября  | Молния          | Космос-21 (3МВ-1)       | Байконур 1/5                 | 00687 / 1963-044A | Неудача         |
| 16 ноября  | Восход          | Космос-22 (3енит-4)     | Байконур 1/5                 | 00689 / 1963-045A | Успех           |
| 28 ноября  | Восток-2        | Зенит-2                 | Байконур 1/5                 |                   | Неудача         |
| 13 декабря | Космос 63С1     | Космос-23 (Омега-1)     | Капустин Яр «Маяк-2»         | 00707 / 1963-050A | Успех           |
| 19 декабря | Восток-2        | Космос-24 (Зенит-2)     | Байконур 1/5                 | 00712 / 1963-052A | Успех           |

## Статистика
Количество запусков: 24
Успешных запусков: 15
| Ракета-носитель | Число стартов | Неудачи | Примечания |
| --------------- | ------------- | ------- | ---------- |
| Молния          | 4             | 3       |            |
| Восток          | 10            | 2       |            |
| Космос          | 8             | 4       |            |
| Полет 11А59     | 1             | 0       |            |
| Восход          | 1             | 0       |            |

| Космодром   | Число стартов | Неудачи | Примечания |
| ----------- | ------------- | ------- | ---------- |
| Байконур    | 16            | 5       |            |
| Капустин Яр | 8             | 4       |            |

## Прочие события
| Дата        | Событие |
| ----------- | --- |
| 5 января    | Прекратила существование, войдя в плотные слои атмосферы АМС «Луна-4С». |
| 11 января   | В СССР проведен очередной набор в отряд космонавтов (1963 Группа ВВС № 2). В состав группы включены: Юрий Петрович Артюхин, Эдуард Иванович Буйновский, Лев Васильевич Воробьев, Анатолий Федорович Воронов, Алексей Александрович Губарев, Владислав Иванович Гуляев, Лев Степанович Демин, Георгий Тимофеевич Добровольский, Виталий Михайлович Жолобов, Петр Иванович Колодин, Эдуард Павлович Кугно, Анатолий Петрович Куклин, Александр Николаевич Матинченко, Анатолий Васильевич Филипченко, Владимир Александрович Шаталов.                                 |
| 15 января   | Новым начальником Центра подготовки космонавтов назначен Михаил Петрович Одинцов. |
| 8 февраля   | Принято Решение Военно-промышленной комиссии при Совете Министров СССР «Об изготовлении объектов Восток». Решение предусматривает изготовление в первом полугодии 1963 года четырех кораблей «Восток» и носителей к ним. |
| 21 марта    | С космодрома Байконур осуществлен пуск ракеты-носителя «Р-12». На ракете в качестве полезной нагрузки был установлен ракетоплан, разработанный в ОКБ В. Н. Челомея. На высоте около 200 километров ракетоплан отделился от носителя и с помощью бортовых двигателей поднялся на высоту 400 километров, после чего начал спуск на Землю. Ракетоплан вошел в атмосферу со скоростью 4 километра в секунду, пролетел 1900 километров и приземлился с помощью парашюта.                                                                                                 |
| 21 марта    | Президиум ЦК КПСС рассмотрел на своем заседании ряд вопросов, связанных с освоением космоса. Одобрена программа космических полетов на 1963 год. |
| 29 марта    | На территории СССР совершил посадку спускаемый аппарат разведывательного спутника «Космос-13» («Зенит-2», сер. № 9). |
| 5 апреля    | Автоматическая станция «Луна-4Е» прошла на расстоянии 8500 километров от поверхности Луны. |
| 27 апреля   | На территории СССР совершил посадку спускаемый аппарат разведывательного спутника «Космос-15» («Зенит-2», № 8). |
| 29 апреля   | Президиум ЦК КПСС одобрил предложение о выполнении смешанного группового космического полета в мае-июне 1963 года. |
| 2 мая       | Прекратил существование, войдя в плотные слои атмосферы, спутник «Космос-5» (00297 / 1962 Ипсилон1). |
| 8 мая       | На территории СССР совершил посадку спускаемый аппарат разведывательного спутника «Космос-16» («Зенит-2», № 10). |
| 28 мая      | При выполнении тренировочного парашютного прыжка трагически погиб руководитель парашютной подготовки советских космонавтов, испытатель космической техники Николай Константинович Никитин. |
| 2 июня      | На территории СССР совершил посадку спускаемый аппарат спутника фоторазведки «Космос-18» («Зенит-2», № 11). |
| 19 июня     | На территории СССР (в Казахстане) совершили посадку спускаемые аппараты кораблей «Восток-5» и «Восток-6». Космонавты Валерий Быковский и Валентина Терешкова катапультировались из спускаемых аппаратов на высоте нескольких километров и совершили приземление на парашютах. Во время спуска с орбиты космического корабля «Восток-5» не произошло разделение приборно-агрегатного отсека и спускаемого аппарата. Продолжительность пребывания в космосе составила: Валерия Быковского — 4 суток 23 часа 6 минут; Валентины Терешковой — 2 суток 22 часа 50 минут. |
| 19 июня     | Автоматическая станция «Марс-1С» (00450 / 1962 Бета Ню1) прошла на расстоянии 197000 километров от поверхности Марса. |
| 17 августа  | Прекратил существование, войдя в плотные слои атмосферы, советский спутник «Космос-8» (00367 / 1962 Альфа Хи1). |
| 20 августа  | Прекратил существование, войдя в плотные слои атмосферы, советский спутник «Космос-2» (00269 / 1962 Йота1). |
| 29 августа  | Прекратил существование, войдя в плотные слои атмосферы, советский спутник «Космос-14». |
| 1 сентября  | На космодроме Байконур начато строительство стартового комплекса для ракет «Н-1». |
| 17 сентября | В Центре подготовки космонавтов сформирована группа для подготовки к групповому космическому полету на 8 — 10 суток. Подготовку к полету начали космонавты: Павел Беляев; Борис Волынов; Виктор Горбатко; Дмитрий Заикин; Владимир Комаров; Алексей Леонов; Евгений Хрунов; Георгий Шонин. |
| 30 октября  | На территории СССР совершил посадку спускаемый аппарат советского спутника «Космос-20» («Зенит-2», сер. № 13). |
| 3 ноября    | В Москве состоялась «космическая свадьба» космонавтов Валентины Терешковой и Адрияна Николаева. |
| 16 ноября   | Прекратил существование, войдя в плотные слои атмосферы, советский спутник «Космос-21». |
| 16 ноября   | Новым начальником Центра подготовки космонавтов назначен Николай Федорович Кузнецов. |
| 22 ноября   | На территории СССР совершил посадку спускаемый аппарат советского спутника «Космос-22». |
| 28 декабря  | На территории СССР совершил посадку спускаемый аппарат советского спутника «Космос-24». |